# 黛玉传
《黛玉传》是根据古典名著《红楼梦》改编拍摄成的电视剧，以林黛玉的一生为全剧索引。该剧于2009年4月6日在上海大观园开机。历经4个月，7月14日在横店影视城完成最后的拍摄。并于2010年9月29日在迅雷网上首播。法制日报社影视中心和恒娱星空（北京）文化传播有限公司出品。

## 剧情简介
故事从绛珠仙草与神瑛侍者的前世因缘开始，直至林黛玉含恨去世后，四大家族的衰败而止，以林黛玉的命运与情感轨迹为贯穿全剧的主线，通过贾宝玉、林黛玉、薛宝钗之间的爱情婚姻悲剧，以及红楼梦中众儿女的命运起落，在一番风月情浓之间，引出了贾、王、史、薛四大家族的兴衰过程，参透深埋于大观园中的情感体验。该剧从黛玉在扬州写起，进贾府所遭遇的冷遇；患难中和宝玉的爱情；来至家族和宫廷的重重阻挠；宝黛在爱情中的成长和失落；家族覆亡中十二金钗命运的沉沦和逆转。

## 主创人员
- 出品人：伍彪、闫彬
- 总制片人：宫晶珠
- 总策划：史航
- 原著：曹雪芹
- 导演：李平
- 剧本指导：盛和煜
- 艺术顾问：盛和煜
- 编剧：刘杰 谭苗
- 总美术：付德林、蒋文勇

## 演员名单
- 马天宇 饰演 贾宝玉（配音：姜广涛）
- 闵春晓 饰演 林黛玉（配音：马海燕）(曾參加紅樓夢中人黛玉組，決賽第二名)
- 邓　莎 饰演 薛宝钗（配音：郝幽玥）(參加紅樓夢中人寶釵組，決賽落敗)
- 沈　兰 饰演 贾迎春
- 陶昕然 饰演 贾探春
- 谢　朦 饰演 贾惜春
- 李　琳 饰演 贾元春
- 王子瑜 饰演 王熙凤
- 吕红旭 饰演 史湘云 (曾參加紅樓夢中人黛玉組，未進決賽)
- 翟羽佳 饰演 贾琏
- 张佳莹 饰演 妙玉
- 周子茵 饰演 平儿
- 姚郑夷 饰演 李纨
- 宋雨霏 饰演 袭人
- 张雪婷 饰演 香菱
- 左佳旖 饰演 甄英莲
- 陈　佳 饰演 茗烟
- 曹晓雯 饰演 晴雯
- 芦　菲 饰演 麝月
- 柳　珊 饰演 鸳鸯
- 陆昱颉 饰演 紫鹃
- 朱偉珊 饰演 雪雁 (曾參加紅樓夢中人寶釵組，未進決賽)
- 曾　惜 饰演 鶯兒
- 曲　丹 饰演 金钏
- 曲　彤 饰演 玉钏
- 郑毓芝 饰演 贾母
- 杨鬻天 饰演 刘姥姥
- 张　兰 饰演 王夫人
- 陈鸿梅 饰演 邢夫人
- 邵　敏 饰演 尤氏
- 朱亚英 饰演 薛姨妈
- 刘　蒙 饰演 贾蓉
- 刘　慎 饰演 贾蔷
- 张　雷 饰演 贾珍
- 顾庆祺 饰演 贾环
- 陈　清 饰演 贾兰
- 吕佳容 饰演 秦可卿
- 艾　龙 饰演 秦钟
- 吕　蓉 饰演 薛宝琴
- 方小月 饰演 尤二姐
- 申屠佳慧 饰演 尤三姐
- 方　野 饰演 贾瑞
- 李新龙 饰演 贾赦
- 阮志强 饰演 贾政
- 孙艺洲 饰演 贾芸
- 凌　野 饰演 柳湘莲
- 张　磊 饰演 薛蟠
- 王祖晋 饰演 薛蝌
- 鲍玲玲 饰演 司棋
- 应　娜 饰演 小红
- 王　玥 饰演 龄官
- 夏　香 饰演 碧痕
- 徐　菁 饰演 傻大姐
- 白　茹 饰演 坠儿
- 宋　艺 饰演 翠缕
- 陈雪珊 饰演 春燕
- 王　璐 饰演 琥珀
- 涂莹莹 饰演 入画
- 徐程程 饰演 佳蕙
- 阎红定 饰演 赖尚荣

## 评价
本剧的部分演员是来自红楼梦中人中的选手（闵春晓、邓莎等），故被拿来和2010年版《红楼梦》对比，不过其投资虽自称有3000多万元，但还是不能和2010年版《红楼梦》相比，只能算一部小成本剧作。剧情上说是侧重于黛玉、宝玉的爱情纠葛，实际上想拍完全本，但又对原著情节也做了大幅度的删减以及自己画蛇添足了许多情节，并且将原著经典的红楼体台词悉数换为现代的“琼瑶体”，外界也认为这是一部山寨版的《红楼梦》，不过导演李平则表示他不想和2010年版《红楼梦》相比，好坏由观众定夺。
相比于2010年版《红楼梦》引起的诸多争议，网友们对这样一部小成本的《红楼梦》电视剧还是较为宽容，因为本剧没有打着“尊重原著”的旗号。虽然有人认为闵春晓的林黛玉不够漂亮，但“有蒋黛玉（2010年版《红楼梦》中蒋梦婕扮黛玉）垫底，闵黛玉还能接受”，亦有网友笑称“有新红楼珠玉在前 ，《黛玉传》无论如何也不可能再雷倒众人了”，但其实这只是因为网友们无法从电视屏幕上看到黛玉传，因为黛玉传至今没有卫视愿意购买。很多在网站上观看了本剧的网友纷纷表示该剧的演员除了部分的长相较好外，于演技、化妆、场景上都存在着很大欠缺，不能接受。